# Самородов, Владимир Ерофеевич
Владимир Ерофеевич Самородов (27 июля 1930 — 9 июля 2017) — передовик советской строительной отрасли, бригадир комплексной бригады строительного управления № 14 треста № 43, город Новосибирск, Герой Социалистического Труда (1966).

## Биография
Родился 27 июля 1930 года в селе Иткуль (на территории современного Чулымского района Новосибирской области) в русской семье.
С 14 лет начал свою трудовую деятельность. В годы войны стал работать на хлебопекарне. В 16 лет его приняли учеником столяра при Чулымском железнодорожном депо. В 1948 году стал учиться в школе фабрично-заводского обучения №14 по специальности слесарь-металлосборщик. Завершив обучение, стал работать на заводе "Стальконструкция".
Отслужил службу в Советской Армии. После увольнения из армии в 1957 году стал работать каменщиком в строительном управлении №14. С 1959 по 1967 годы возглавлял первую комплексную бригаду строителей. Возводил Кировский молокомбинат, Кировскую плодоовощную базу, Кировское трамвайное депо. Перевыполнял взятые бригадой обязательства.     
Указом Президиума Верховного Совета СССР от 11 августа 1966 года за достижение высоких показателей в производстве и строительстве объектов Владимиру Ерофеевичу Самородову было присвоено звание Героя Социалистического Труда с вручением ордена Ленина и медали «Серп и Молот».
В 1967 году завершил обучение в строительном техникуме и с этого времени и до выхода на пенсию возглавлял СУ-14.
Проживал в городе Новосибирске. Умер 9 июля 2017 года. Похоронен на Клещихинском кладбище.

## Награды
За трудовые успехи был удостоен:
- золотая звезда «Серп и Молот» (11.08.1966)
- орден Ленина (11.08.1966)
- Медаль «За трудовую доблесть» (28.05.1960)
- другие медали.
- Памятный знак «За труд на благо города» (Новосибирск, 2013)[5].

## Память
- На доме по улице Ватутина, 7 в Новосибирске установлена мемориальная доска  Герою Социалистического Труда, заслуженному строителю РСФСР, начальнику СУ-14 Строительного треста №  43 Владимиру Ерофеевичу Самородову[6].